# 楊玄操
杨玄操（?—?），一作楊玄，唐朝醫師。
生平不詳。僅知曾任歙州（今安徽歙县）县尉。精於醫道，对三國吳太医令吕广所注《难经》不甚满意，故重新予以疏注。著有《黄帝八十一难经注》、《素问释音》 、《针经音》、《明堂音义》、《本草注音》等，均佚，唯《自序》尚存於《难经集注》中。